# Ga Wonheung
Ga Wonheung là ga tàu điện ngầm trên Tuyến Ilsan. Trường Đại học Hợp tác Nông nghiệp, Seosamneung, ... nằm gần nhà ga này.

## Bố trí ga
| Wondang ↑ |
| \| １     |
| ↓ Samsong |

| １ | ●Tuyến 3 | ← Hướng đi Daehwa  |
| ２ | ●Tuyến 3 | → Hướng đi Ogeum → |

## Lối ra
- Lối ra 1: Goyang Samsong LH Star Class Apartment
- Lối ra 2: Tòa nhà Chính phủ Công cộng
- Lối ra 3: Trung tâm Công nghệ Nông nghiệp Goyang
- Lối ra 4: Seoul Hanyang Country Club
- Lối ra 5: Seosamneung Hooking Place
- Lối ra 6: Trường Đại học Hợp tác xã Nông nghiệp
- Lối ra 7: Trường tiểu học Samsong
- Lối ra 8: Goyang Samsong Humansia Apartment